# Звезда по имени Полынь
«Звезда по имени Полынь» (чеш. Hvězda zvaná Pelyněk) — чехословацкий чёрно-белый художественный фильм 1964 года, созданный режиссёром Мартином Фричем на студии «Баррандов».

## Сюжет
Фильм снят на основе реального события — подавленного австро-венгерскими войсками в 1918 году военного мятежа в казармах Румбурка.
Действие фильма происходит весной 1918 года. Чехословацкие солдаты и офицеры, вернувшиеся из русского плена, размещены в казармах чешского городка Румбурка. Свой досуг военные проводят в местном мюзик-холле, где блистает дива по прозвищу «Полынь» (Иржина Богдалова).
В случае лояльности по отношению к австрийской армии им обещана спокойная тыловая служба. Внезапно приходит приказ отправиться на итальянский фронт. Солдаты недовольны. Чаша их терпения переполняется. Возвращаясь из плена в России, под влиянием Октябрьской революции, они знают, как что делать. Возникает стихийный протест, чехи идут на захват вокзала, почты, жандармерии, но мятеж жестоко подавлен австрийцами. Пять наиболее активных участников бунта казнены…

## В ролях
- Иржина Богдалова — Тонка, «Полынь»,
- Радослав Брзобогаты — Станислав Водичка,
- Рудольф Дейл мл. — Франтишек Нога,
- Ярослав Мареш — Карел Вернер,
- Власта Матулова — Хильда, хозяйка винной лавки,
- Иржи Совак — Эмил Червенка,
- Ян Тршиска — Лойзик Глас,
- Мартин Ружек — Войтех Ковал,
- Честмир Ржанда — Клозберг
- Зденек Штепанек — генерал,
- Зденек Прохазка — эпизод,
- Эла Шиларова — эпизод
- Мила Мысликова — Эмка

## Награды
- Премия к 20-летию освобождения Чехословакии Советской Армией (1965).